# جائزة نوبل في الأدب 1905
مُنحت جائزة نوبل في الأدب لعام 1905 للروائي البولندي هنريك سينكيفيتش «بسبب مزاياه البارزة ككاتب ملحمي». حصل على الجائزة في 10 ديسمبر 1905.  وهو أول كاتب بولندي يفوز بجائزة نوبل في الأدب. وثاني مواطن بولندي يفوز بشكل عام بعد الكيميائي ماريا سكودوفسكا كوري عام 1903. تبعه فواديسواف ريمونت في عام 1924.

## الحائز على جائزة
اشتهر هنريك سينكيفيتش برواياته التاريخية الملحمية. بدأ في كتابتها خلال ثمانينيات القرن التاسع عشر ونشرها على شكل أقساط متسلسلة في الصحف البولندية. تشكلت الدراسات التاريخية الشاملة كأساس لثلاثيته العظيمة عن الحياة البولندية خلال منتصف القرن السابع عشر: (Ogniem i mieczem بالنار والسيف. 1884). (Potop الطوفان. 1886) و Wołodyjowski (Fire in the Steppe. 1888). تجمع الثلاثية بين الحقائق والخيال والمسحة الوطنية القوية. أشهر روايته هي رواية كوو فاديس (1895). وهي قصة القديس بطرس في روما في عهد الإمبراطور نيرون.

## الترشيحات
تم ترشيح هنريك سينكيفيتش لأول مرة في عام 1901. ومنذ ذلك الحين. تم ترشيحه سنويًا من قبل الأدباء والأكاديميين لأعماله الملحمية. في عام 1905. تم ترشيحه من قبل هانز هيلدبراند. عالم الآثار وعضو الأكاديمية السويدية. إجمالاً. تلقت الأكاديمية 35 ترشيحًا لـ 15 فردًا مثل الروائي الروسي ليو تولستوي. والشاعر البريطاني ألجرنون تشارلز سوينبورن والكاتب روديارد كيبلينج (حصل عام 1907). والشاعر التشيكي ياروسلاف فرتشليكو. والمؤرخ الفرنسي ألبرت سوريل. والكاتب البريطاني جون مورلي. كان اثنان من المرشحين من النساء. الروائية البولندية إليزا أورزيسزكوا والمؤلفة السويدية سلمى لاغيرلوف (منحت عام 1909). جون ماكميلان براون. أكاديمي اسكتلندي-نيوزيلندي. مدير ومروج لتعليم النساء. رشح نفسه تحت اسم مستعار Godfrey Sweven.

### قائمة الترشيحات
| No. | المرشح                                   | الدولة                     | المحالات                                              |
| --- | ---------------------------------------- | -------------------------- | ----------------------------------------------------- |
| 1   | ليو تولستوي (1828–1910)                  | Russia                     | الرواية، القصة القصيرة، الدراما، الشعر                |
| 2   | إليزا أورزيسزكوا ‏ (1841–1910)            | Poland                     | الرواية، القصة القصيرة                                |
| 3   | سلمى لاغرلوف (1858–1940)                 | Sweden                     | الرواية، القصة القصيرة                                |
| 4   | جوزويه كاردوتشي (1835–1907)              | Italy                      | الشعر، النقد الأدبي السير، المقالات                   |
| 5   | ألبير سورل (1842–1906)                   | France                     | التاريح، المقالات                                     |
| 6   | لويس موريس (1833–1907)                   | United Kingdom             | الشعر، الكتابة الغنائية، المقالات                     |
| 7   | جون مورلي (1838–1923)                    | United Kingdom             | السير، النقد الأدبي، المقالات                         |
| 8   | روديارد كبلينغ (1865–1936)               | United Kingdom             | القصة القصيرة، الرواية، الشعر                         |
| 9   | ألغيرنون تشارلز سوينبورن (1837–1909)     | United Kingdom             | الشعر، الدراما، النقد الأدبي، الرواية                 |
| 10  | مارثيلينو مينينديث أي بيلايو (1856–1912) | Spain                      | التاريخ، الفلسفة، اللغة، الشعر، الترجمة، النقد الأدبي |
| 11  | جورج برانديس (1842–1927)                 | Denmark                    | النقد الأدبيالمقالات                                  |
| 12  | Jaroslav Vrchlický (1853–1912)           | Czech Republic             | الشعر، الدراما، الترجمة                               |
| 13  | Demetrios Bernardakis (1833–1907)        | Greece                     | الدراما، التاريخ، المقالات                            |
| 14  | هنريك سينكيفيتش (1846–1916)              | Poland                     | الرواية                                               |
| 15  | جون ماكميلان براون (1845–1935)           | United Kingdom New Zealand | الرواية، المقالات، التربية                            |

## ردود الفعل
غالبًا ما يتم التأكيد بشكل غير صحيح على أن سينكيفيتش حصل على جائزة نوبل عن رواية كوو فاديس. في حين أن رواية كوو فاديس هي الرواية التي جلبت له الشهرة العالمية. إلا أن جائزة نوبل لم تذكر أي رواية بعينها. وبدلاً من ذلك استشهدت بـمزاياه البارزة ككاتب ملحمي".  في خطاب قبوله. قال إن هذا التكريم كان ذو قيمة خاصة لابن بولندا: "أعلنت وفاتها - ولكن هنا دليل على أنها ما زالت على قيد الحياة... تم إعلان هزيمتها - وهنا دليل على أنها انتصرت ". وفقًا لبيرتون فيلدمان. احتاج حكام جائزة نوبل إلى تسع سنوات فقط لتكريم هنريك سينكيفيتش له رواية كوو فاديس - "إزاحة تولستوي". كما قال أحد المقيمين في جائزة نوبل. ظهرت رواية كوو فاديس من هنريك سينكيفيتش في عام 1896 وخلال العقود القليلة التالية بيعت ملايين النسخ. غالبًا ما أعجب قضاة نوبل كثيرًا بالشعبية الدولية للكاتب وتم منحهم بعد ذلك.

## روابط خارجية
- خطاب حفل توزيع الجوائز CD af Wirsén nobelprize.org